# جيجامتر
جيجامتر (Gigametre حسب تهجئة المكتب الدولي للأوزان والمقاييس) وحدة لقياس الأطوال في النظام المتري، تقدر بمليار وحدة طول أي متر، وهي تساوي 1,000,000 كم أي 621,370 ميل.